# NGC 7536

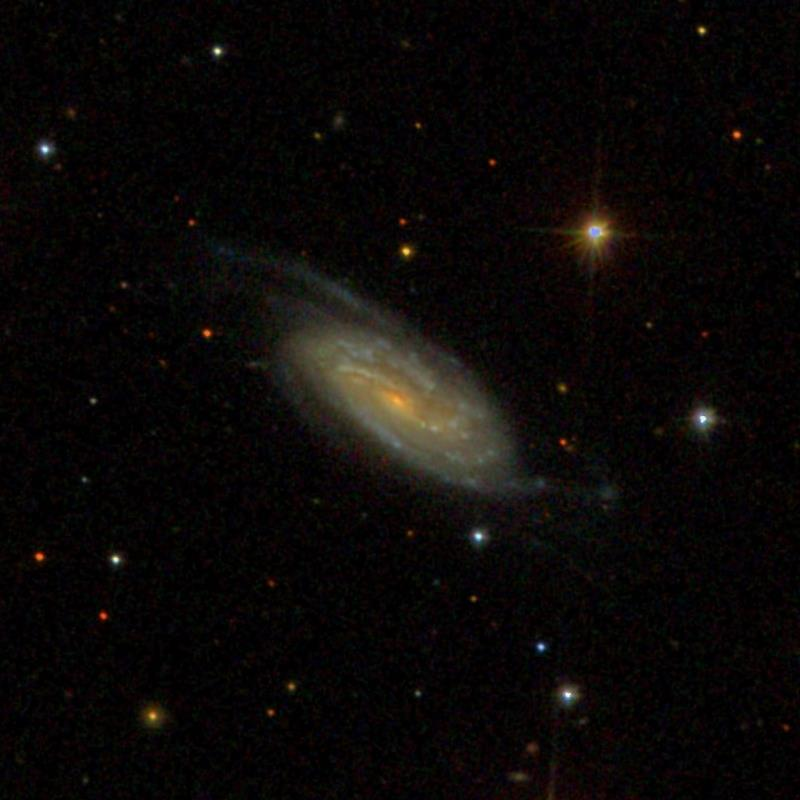

NGC 7536 é uma galáxia espiral barrada (SBbc) localizada na direcção da constelação de Pegasus. Possui uma declinação de +13° 25' 36" e uma ascensão recta de 23 horas, 14 minutos e 13,1 segundos.
A galáxia NGC 7536 foi descoberta em 29 de Setembro de 1886 por Lewis A. Swift.